# Вінгейт (Індіана)
Вінгейт (англ. Wingate) — місто (англ. town) в США, в окрузі Монтгомері штату Індіана. Населення — 237 осіб (2020).

## Географія
Вінгейт розташований за координатами 40°10′21″ пн. ш. 87°4′21″ зх. д. / 40.17250° пн. ш. 87.07250° зх. д. (40.172400, -87.072395).  За даними Бюро перепису населення США в 2010 році місто мало площу 0,56 км², уся площа — суходіл.

## Демографія
Згідно з переписом 2010 року, у місті мешкали 263 особи в 114 домогосподарствах у складі 76 родин. Густота населення становила 472 особи/км².  Було 128 помешкань (230/км²).
Расовий склад населення:
| - 100,0 % — білих |

До двох чи більше рас належало 0,0 %. Частка іспаномовних становила 0,0 % від усіх жителів.
За віковим діапазоном населення розподілялося таким чином: 21,7 % — особи молодші 18 років, 59,3 % — особи у віці 18—64 років, 19,0 % — особи у віці 65 років та старші. Медіана віку мешканця становила 44,4 року. На 100 осіб жіночої статі у місті припадало 99,2 чоловіків;  на 100 жінок у віці від 18 років та старших — 96,2 чоловіків також старших 18 років.
Середній дохід на одне домашнє господарство  становив 45 623 долари США (медіана — 42 917), а середній дохід на одну сім'ю — 56 135 доларів (медіана — 51 375). За межею бідності перебувало 14,4 % осіб, у тому числі 5,4 % дітей у віці до 18 років та 14,3 % осіб у віці 65 років та старших.
Цивільне працевлаштоване населення становило 116 осіб. Основні галузі зайнятості: виробництво — 27,6 %, освіта, охорона здоров'я та соціальна допомога — 16,4 %, роздрібна торгівля — 15,5 %.